# Nationalitätengemeinde
Nationalitätengemeinden (chinesisch 民族鄉 / 民族乡, Pinyin Mínzúxiāng) sind administrative Einheiten auf Gemeindeebene in der Volksrepublik China.
Die Gemeindeebene steht in der administrativen Gliederung der Volksrepublik China unter der Kreisebene. Sie setzt sich aus Großgemeinden, Gemeinden, Nationalitätengemeinden, Straßenvierteln, Sum, Amtsgebietsstellen und einem Nationalitäten-Sum zusammen. Auf dieser Ebene gab es im Jahr 2021 38.556 Verwaltungseinheiten, davon 9957 Nationalitätengemeinden.
So wie die Sum in den wanderviehwirtschaftlich geprägten Gebieten der Inneren Mongolei das Äquivalent zu den Gemeinden in Ackerbaugebieten sind, ist der Nationalitäten-Sum das innermongolische Äquivalent zur Nationalitätengemeinde.
Vereinzelt wurden inzwischen Nationalitätengemeinden aufgrund ihrer gestiegenen Bevölkerungszahl und einer gewissen Urbanisierung im Zentrum der Ansiedlung in „Nationalitäten-Großgemeinden“ (民族鎮 / 民族镇) umgewandelt. Diese werden aber weder in einer gesonderten Kategorie erfasst noch statistisch zu den Großgemeinden (鎮 / 镇) gezählt.
Nach der Verfassung der Volksrepublik China und dem chinesischen „Gesetz über nationale Gebietsautonomie“ (民族區域自治法 / 民族区域自治法) sollen überall dort, wo aufgrund der geringen Zahl und der verstreuten Verbreitung ethnischer Minderheiten es nicht möglich oder nicht sinnvoll ist, Autonome Gebiete, Autonome Bezirke oder Autonome Kreise zu gründen, Nationalitätengemeinden geschaffen werden. Nationalitätengemeinden gehören nicht zu den autonomen Verwaltungsgliederungen. Es gibt jedoch einige besondere Rechte, die mit diesem Status verbunden sind. Dazu gehört auch, dass der Bürgermeister einer Nationalitätengemeinde möglichst Angehöriger der Titularnationalität sein sollte und in der Regel auch ist. Die übergeordneten Stellen haben Nationalitätengemeinden besondere Wirtschaftsförderung zu gewähren und besondere Unterstützung in den Bereichen Kultur und Bildung zu geben.

## Verteilung
Nationalitätengemeinden gibt es vor allem dort, wo mehrere Nationalitäten in gemischten Siedlungsgebieten leben oder wo eine Nationalität in geringer Zahl in einem von einer anderen Nationalität dominierten Gebiet lebt. Es gibt (Stichtag: 31. Dezember 2013):
- 215 Nationalitätengemeinden in Guizhou,
- 141 Nationalitätengemeinden in Yunnan,
- 98 Nationalitätengemeinden in Sichuan,
- 97 Nationalitätengemeinden in Hunan,
- 60 Nationalitätengemeinden in Liaoning,
- 59 Nationalitätengemeinden in Guangxi,
- 56 Nationalitätengemeinden in Heilongjiang,
- 50 Nationalitätengemeinden in Hebei,
- 42 Nationalitätengemeinden in Xinjiang,
- 34 Nationalitätengemeinden in Gansu,
- jeweils 28 Nationalitätengemeinden in Jilin und Qinghai,
- 19 Nationalitätengemeinden in Fujian,
- 17 Nationalitätengemeinden in der Inneren Mongolei,
- jeweils 14 Nationalitätengemeinden in Chongqing und in Zhejiang,
- 12 Nationalitätengemeinden in Henan,
- 10 Nationalitätengemeinden in Hubei,
- jeweils 9 Nationalitätengemeinden in Tibet und Anhui,
- 8 Nationalitätengemeinden in Jiangxi,
- 7 Nationalitätengemeinden in Guangdong,
- 5 Nationalitätengemeinden in Peking,
- jeweils 1 Nationalitätengemeinde in Jiangsu und Tianjin und
- keine Nationalitätengemeinden in Shandong, Shanghai, Ningxia, Hainan, Shaanxi und Shanxi.